# Майнская ГЭС
Ма́йнская ГЭС — гидроэлектростанция на реке Енисей в Хакасии, у посёлка Майна. Входит в Енисейский каскад ГЭС, являясь его второй ступенью. Выполняет функцию контррегулятора крупнейшей в России Саяно-Шушенской ГЭС, одна из трёх контррегулирующих гидроэлектростанций России (наряду с Нижне-Бурейской и Миатлинской ГЭС). Майнская ГЭС входит в состав филиала ПАО «РусГидро» — «Саяно-Шушенская ГЭС имени П. С. Непорожнего».

## Конструкция станции
Майнская ГЭС представляет собой низконапорную плотинную русловую гидроэлектростанцию. Установленная мощность электростанции — 321 МВт, проектная среднегодовая выработка электроэнергии — 1750 млн кВт·ч, фактическая среднемноголетняя выработка электроэнергии — 1530 млн кВт·ч. По сооружениям ГЭС проложен автодорожный переход.
Сооружения гидроузла включают в себя:
- левобережную гравийно-галечниковую плотину с ядром из суглинка длиной по гребню 126 м и наибольшей высотой 21 м;
- русловую и правобережную гравийно-галечниковые плотины с ядром из суглинка (фактически представляют собой одно сооружение) общей длиной 504 м и наибольшей высотой 26,7 м;
- бетонную водосбросную плотину длиной по гребню 132,5 м и наибольшей высотой 36,5 м, с пятью пролётами, оборудованными сегментными затворами, общей пропускной способностью 7780 м³/с при НПУ и 11 540 м³/с при ФПУ;
- здание ГЭС руслового типа длиной 130 м и высотой 54,6 м.

В здании ГЭС установлены три вертикальных гидроагрегата мощностью по 107 МВт, с поворотно-лопастными турбинами ПЛ 20-В-1000, работающими при расчётном напоре 14,1 м. Гидротурбины изготовлены предприятиями «Турбоатом» и Ленинградским металлическим заводом. Турбины приводят в действие гидрогенераторы СВ 1500/152-104 УХЛ4, изготовленные заводом «Элсиб». Электроэнергия с генераторов на напряжении 13,8 кВ подаётся на трёхфазные силовые трансформаторы ТДЦ-125000/220, а с них через комплектное распределительное устройство элегазовое (КРУЭ) 220 кВ — в энергосистему по двухцепной линии электропередачи КВЛ 220 кВ ПС Шушенская-опорная — ПС Означенное-районная с отпайкой на Майнскую ГЭС. Также на станции имеется открытое распределительное устройство (ОРУ) напряжением 35 кВ, служащее для обеспечения собственных нужд станции из внешней сети. 
Напорные сооружения ГЭС образуют небольшое Майнское водохранилище. Площадь водохранилища при нормальном подпорном уровне 10,7 км², длина 22,1 км. Полная и полезная ёмкость водохранилища составляет 94,65 и 48,7 млн м³ соответственно, что позволяет осуществлять недельное и суточное регулирование стока. Отметка нормального подпорного уровня (НПУ) водохранилища составляет 324 м над уровнем моря (по Балтийской системе высот), форсированного подпорного уровня (ФПУ) — 326,7 м, уровня мёртвого объёма (УМО) — 319 м.

## Экономическое значение
По состоянию на 2023 год, Майнская ГЭС за весь период эксплуатации выработала 50 млрд кВт·ч возобновляемой электроэнергии. Майнская ГЭС является контррегулятором Саяно-Шушенской ГЭС, образуя с ней единый гидроэнергетический комплекс (Саяно-Шушенский ГЭК). Выполняя функции контррегулятора, Майнская ГЭС в своём водохранилище сглаживает колебания уровня воды в Енисее, возникающие при смене режимов работы мощной Саяно-Шушенской гидроэлектростанции. При этом сама Майнская ГЭС работает в базовом режиме с одной и той же мощностью и равномерным расходом воды. Также станция выполняет функцию автомобильного моста через Енисей. На Майнском водохранилище вблизи ГЭС организовано форелевое хозяйство.

## История строительства и эксплуатации

Значок "Участник строительства Майнской ГЭС". Анодированный дюраль, краска, лак, заколка. Клеймо "Шахтметал", без цены. 22*29 мм.

Строительство Майнской ГЭС предусматривалось в схеме гидроэнергетического использования реки Енисей, разработанной в 1960 году. Майнская ГЭС была спроектирована институтом «Ленгидропроект» как часть проекта Саяно-Шушенского гидроэнергетического комплекса. Подготовительные работы по строительству станции были начаты в 1978 году, первый бетон в сооружения ГЭС был уложен в 1980 году, 24 ноября 1984 года перекрыт створ Енисея. Первый гидроагрегат Майнской ГЭС был пущен 31 декабря 1984 года, второй — 28 сентября 1985 года и третий — 10 декабря 1985 года. В 1987 году строительство Майнской ГЭС было в целом завершено, акт о приёме станции в промышленную эксплуатацию в составе сооружений Саяно-Шушенского гидроэнергокомплекса был подписан в 2000 году.
После начала работы станция вошла в состав производственного объединения «Красноярскэнерго». В 2003 году Саяно-Шушенский гидроэнергетический комплекс, включая Майнскую ГЭС, был выделен в ОАО «Саяно-Шушенская ГЭС». 9 января 2008 года ОАО «Саяно-Шушенская ГЭС им. П. С. Непорожнего» было ликвидировано путём присоединения к ОАО «ГидроОГК» (позднее переименованного в ОАО «РусГидро»); станция вошла в состав филиала компании «Саяно-Шушенская ГЭС им. П. С. Непорожнего».
По проекту отметка НПУ Майнского водохранилища должна была составить 326 м, что подразумевало строительство инженерных защит поселка Черёмушки для его защиты от подтопления. Поскольку инженерные защиты построены не были, НПУ был установлен на отметке 324 м, на которой фактическая мощность Майнской ГЭС составляла 225 МВт, а проектная выработка снизилась примерно на 220 млн кВт·ч в год. Снижение отметки НПУ и ограничения в режиме работы гидротурбин привели к существенным объёмам холостых сбросов, в том числе и в зимнее время.
Гидротурбины Майнской ГЭС оказались неудачно спроектированы и не смогли надёжно работать в поворотно-лопастном режиме, в результате в 1994—1996 годах лопасти были зафиксированы и турбины стали работать в пропеллерном режиме, что существенно снизило эффективность ГЭС (в частности, её располагаемая мощность составляла 225 МВт). В 2004—2006 годах механизм разворота рабочего колёса гидроагрегата № 1 был реконструирован в заводских условиях, но работы не привели к положительному результату и в 2007 году гидротурбина была вновь переведена в пропеллерный режим. Повторно проведённые в 2014—2016 годах работы по реконструкции механизма разворота лопастей также не привели к решению проблемы. Учитывая более чем 30-летний срок службы гидросилового оборудования, было принято решение о полной замене гидроагрегатов и силовых трансформаторов. Новые гидротурбины будут поставлены концерном «Силовые машины», гидрогенераторы — предприятием «Элсиб». Все гидроагрегаты и трансформаторы были заменены в 2020—2023 годах, что позволило снять ограничения располагаемой мощности и пропускной способности станции, дало возможность прекратить холостые сбросы воды в зимний период. Одновременно с заменой гидроагрегатов было обновлено оборудование собственных нужд, а также пульт управления станцией.
Реализуется программа комплексной модернизации, предусматривающая замену всего устаревшего оборудования. По состоянию на 2021 год, на всех гидроагрегатах Майнской ГЭС заменены генераторные выключатели, устройства релейной защиты и автоматики, внедрена система вибрационного контроля. Взамен оборудования открытого распределительного устройства в здании ГЭС было смонтировано элегазовое распределительное устройство КРУЭ-220 кВ. Рассматривается возможность строительства дополнительного берегового водосброса.

Сооружения и оборудование Майнской ГЭС
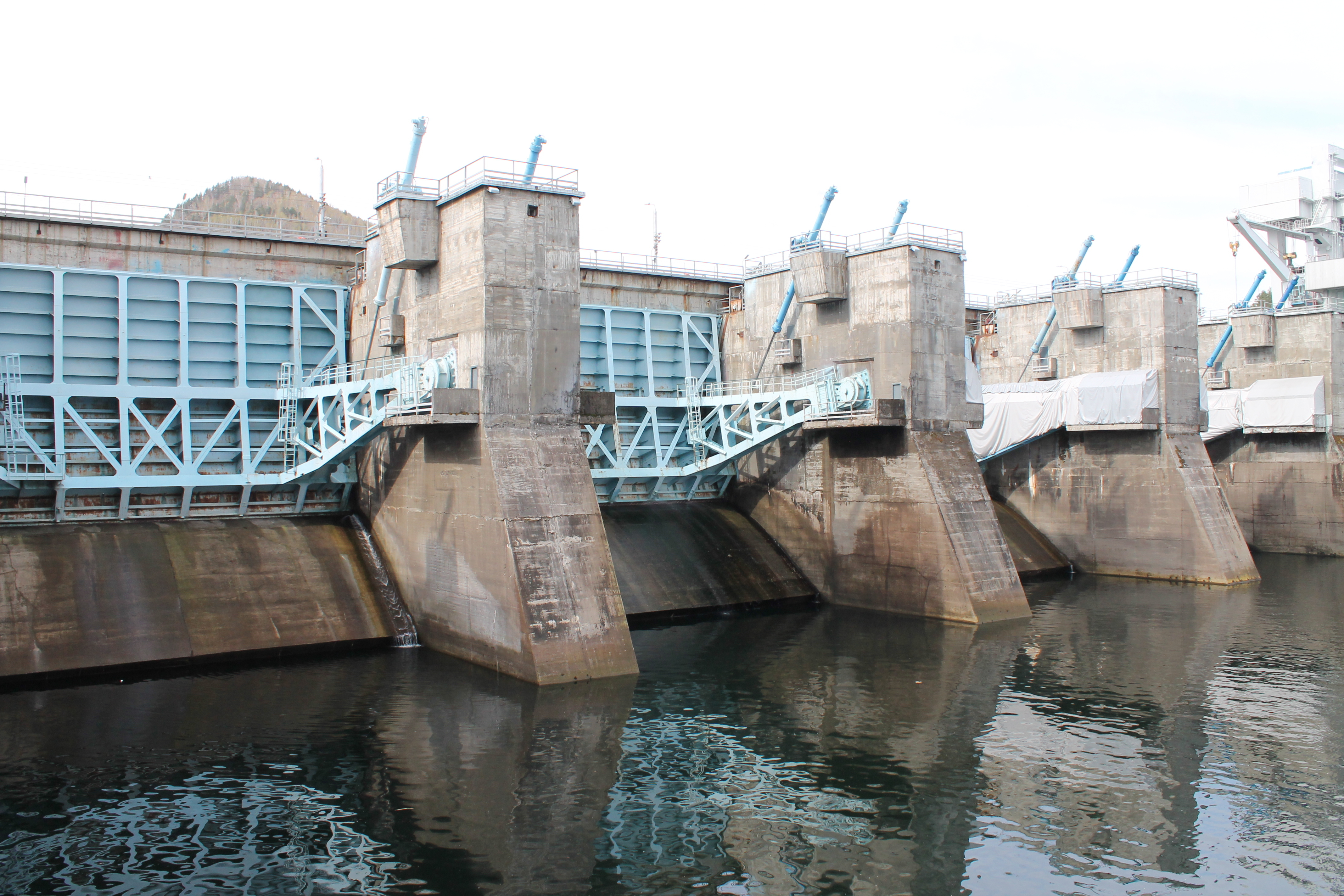
Водосбросная плотина
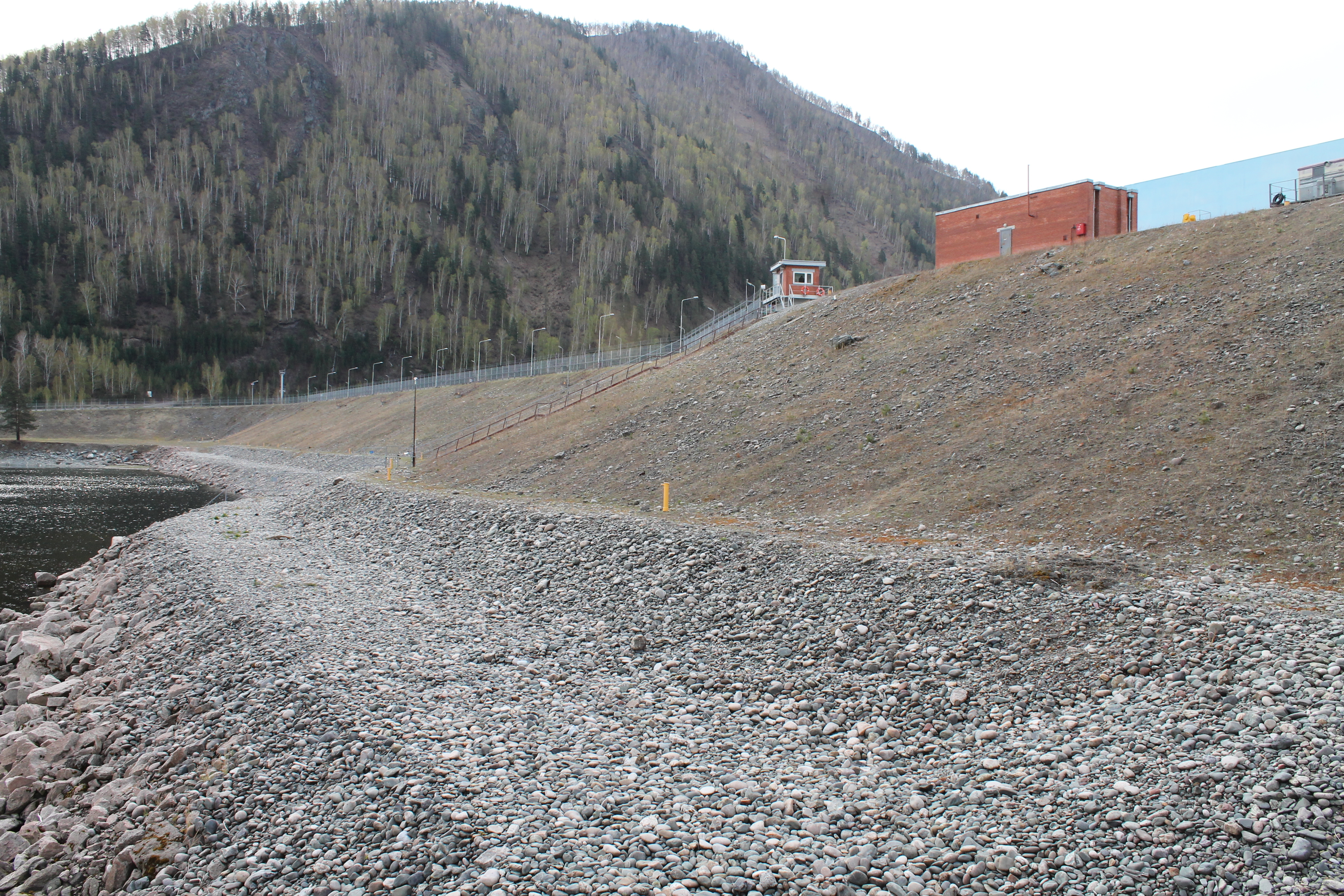
Грунтовая плотина
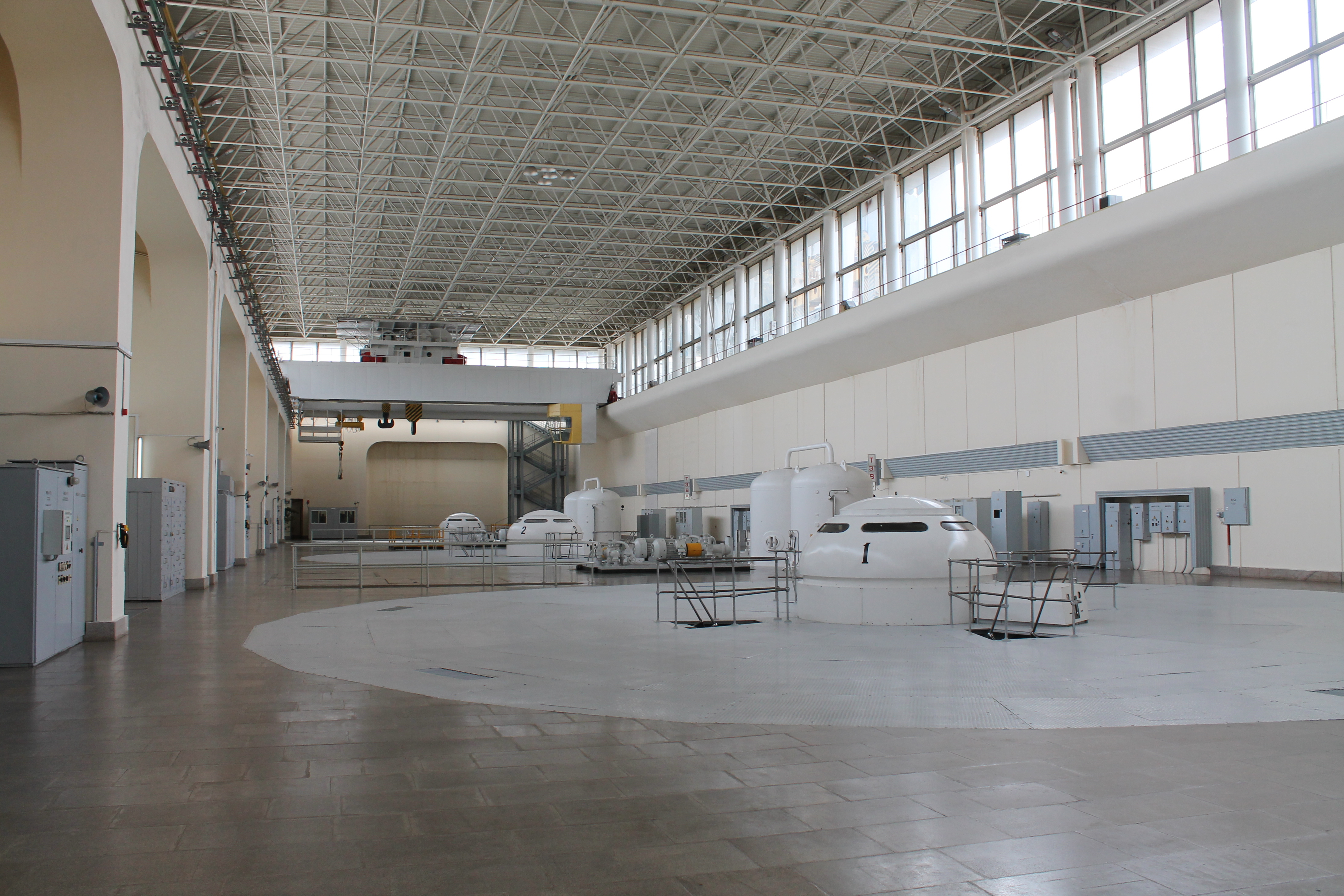
Машинный зал
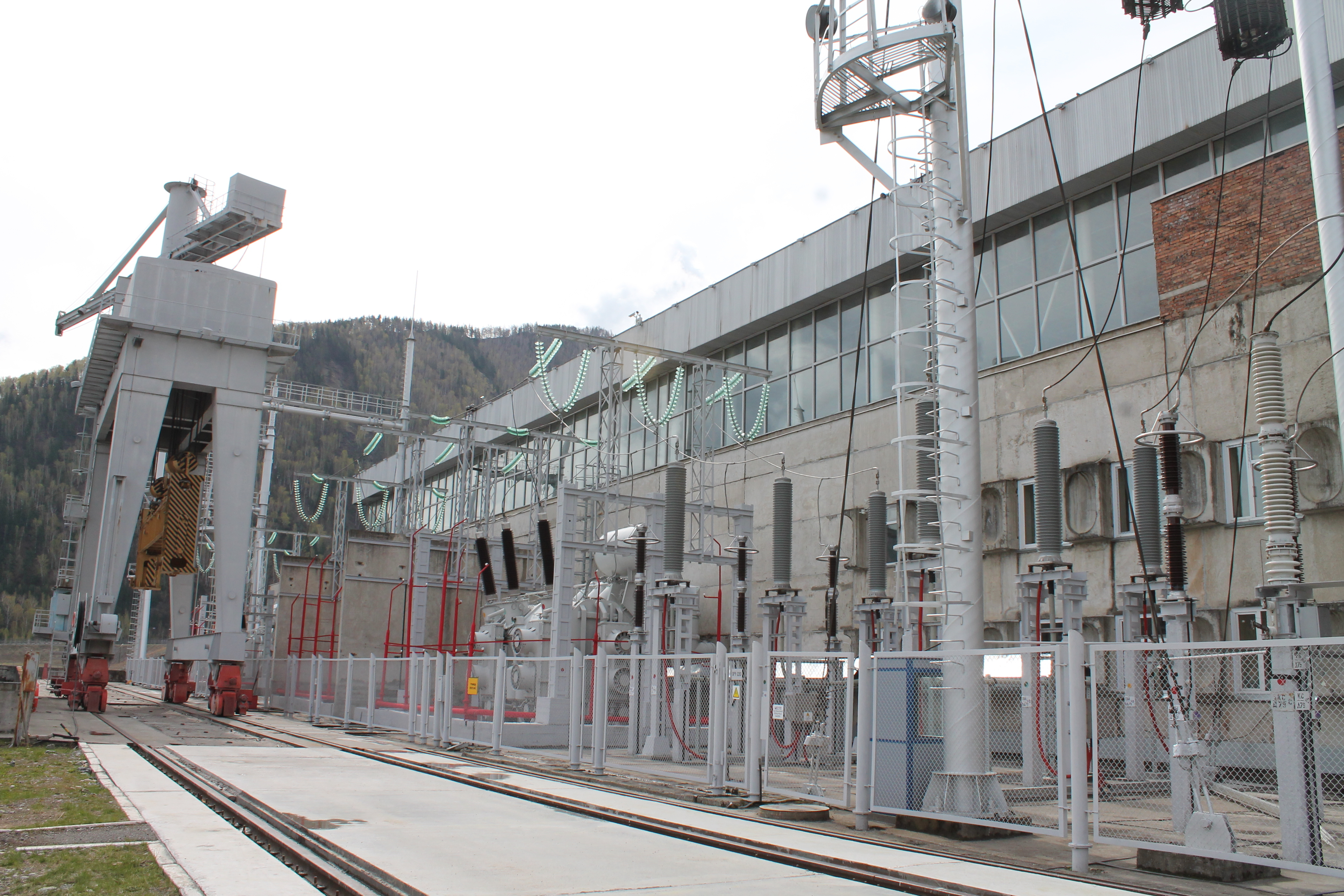
Силовые трансформаторы
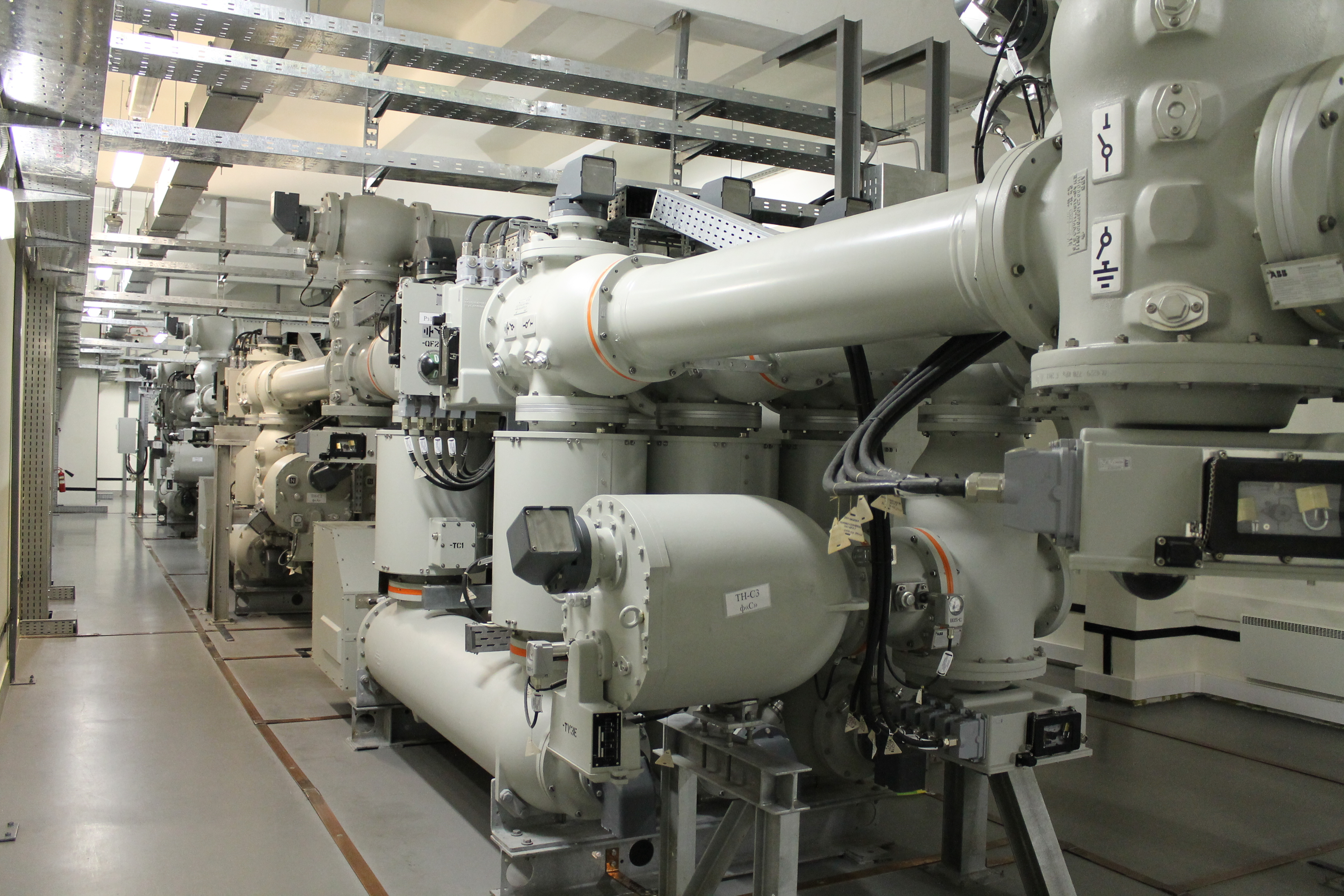
КРУЭ-220 кВ
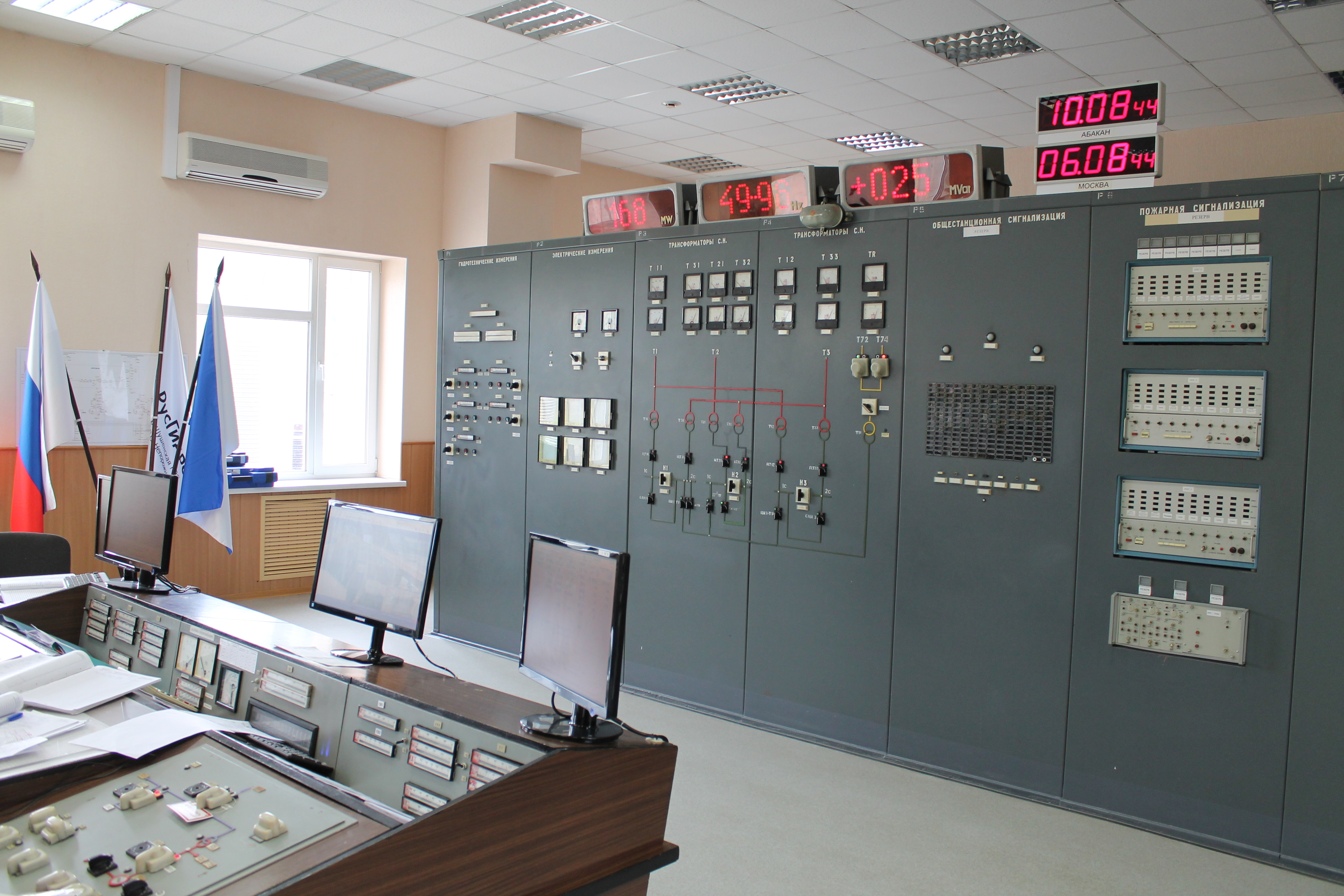
Пульт управления